# Dansk staal (film fra 1954)
|  | For filmen fra 1945, se Dansk Staal (film fra 1945) |
Dansk staal er en dansk virksomhedsfilm fra 1954 instrueret af Jesper Tvede og efter manuskript af Erik Højsgård. Filmen er bestilt af Stålvalseværket i Frederiksværk. De havde en mand til at vise den, og da det tog ham flere år at komme landet rundt, måtte filmen korrigeres for ændringer på værket de efterfølgende år. Den blev også distribueret til skoler i en nedklippet version (SFC-version), se Det danske stål - et moderne eventyr (kort udg.).

## Handling
En kasseret hestesko har stadig værdi. Den kan som alt andet affaldsjern (skrot) transporteres til Stålvalseværket i Frederiksværk.